# Blumengroßmarkt
Blumengroßmärkte sind regelmäßig stattfindende Marktveranstaltungen auf der Großhandelsstufe, zu denen sich Erzeuger und Fachhändler zum Handel mit Blumen, Pflanzen und Zubehör treffen.

## Sortiment
Als Marktwaren gelten in der Regel Zierpflanzen wie Schnittblumen, Schnittgrün und  Schnittreiser, Wurzelware, Ballen-, Topf- und Containerpflanzen für Haus und Garten sowie Bedarfsartikel und Zubehör. Letzteres benötigen die marktteilnehmenden Betriebe regelmäßig in der Produktion oder Veredlung der Marktwaren.
Marktnah erzeugte Produkte konkurrieren untereinander und stellen sich unmittelbar dem Vergleich mit importierten Produkten. Der einkaufende Fachhandel findet ganzjährig ein umfassendes Sortiment vor, da Großhändler und Importeure fehlende Erzeugnisse der Region aus der ganzen Welt beschaffen.

## Marktorganisation
Erzeugerbetriebe des Zierpflanzenbaus vermarkten ihre Produkte entweder direkt an den letzten Verbraucher, über Absatzorganisationen oder an Wiederverkäufer. Dazu zählen Großhandelsbetriebe, Einzelhandelsbetriebe sowie gewerbliche Verarbeitungsbetriebe.
Um den Absatz zu kanalisieren, haben sich zahlreiche Erzeuger, Großhandelsbetriebe und Importeure organisiert und veranstalten Märkte. Blumengroßmärkte sind Marktveranstaltungen, die entweder private Veranstaltungen sind oder von den jeweiligen Behörden festgesetzt werden. Die Märkte finden regelmäßig statt. Träger sind die Marktveranstalter, die dafür eine Infrastruktur bereitstellen und aufrechterhalten. Die Träger haben jeweils geeignete Rechtsformen für ihr Unternehmen gewählt, beispielsweise GmbH, eG.
Blumengroßmärkte gibt es in vielen Großstädten. Auf den Blumengroßmärkten findet der Wettbewerb der Anbieterbetriebe untereinander statt. Marktveranstalter mit gleichen Interessen und ähnlichem Profil haben sich in Interessensverbänden organisiert, etwa in Deutschland in der Vereinigung Deutscher Blumenmärkte.

## Marktteilnehmer
Die Marktveranstalter erlassen Marktordnungen, nach denen die Teilnahme am Blumengroßmarkt geregelt wird. Als Anbieter oder Verkäufer sind in der Regel Erzeuger, Großhandelsbetriebe, Importeure sowie Kommissionäre zugelassen, als Einkäufer Groß- und Einzelhandelsbetriebe sowie gewerbliche Verarbeitungsbetriebe der Marktwaren. Damit ist der Blumengroßmarkt als Fachmarkt für den Fachhandel charakterisiert.
Die marktteilnehmenden Betriebe erwirtschaften ihren Betriebserfolg ganz oder zu bedeutenden Teilen aus der Wertschöpfung, die aus dem Handel oder der Verarbeitung der Marktwaren folgt. Jeder Anbieterbetrieb auf dem Blumengroßmarkt ist für seinen Betriebserfolg selbst verantwortlich.

## Stellung im Markt
Blumengroßmärkte sind einerseits Orte des Wettbewerbs, andererseits stehen sie im Wettbewerb zu anderen Formen des Vertriebs. Auch die typischen marktteilnehmenden Firmen stehen im Wettbewerb zu ihren Konkurrenten, die Bezugsquellen und Handelswege außerhalb des Blumengroßmarktes nutzen. Für die einkaufenden Betriebe sind sie Teil des Beschaffungsmarktes, für die verkaufenden Betriebe Teil des Absatzmarktes.
Stärken der Blumengroßmärkte sind die zahllosen persönlichen Kontakte der Marktteilnehmer, die Präsenz und unmittelbare Vergleichbarkeit großer Warenmengen sowie die aktuelle unmittelbare Preisübersicht, an einem bestimmten Ort, zu einer bestimmten Zeit. Die Marktveranstalter bieten häufig Serviceeinrichtungen, die den Einkauf in vielerlei Hinsicht erleichtern. Dabei finden die Märkte ähnliche, aber individuelle Lösungen.
Zu den Schwächen zählen das individualisierte Angebot unterschiedlicher Partien und der vergleichsweise hohe Aufwand des Einkaufs, zum Beispiel durch zahlreiche Zahlungsvorgänge je Einkaufstag.
Abzugrenzen ist der Blumengroßmarkt vom Abholmarkt. Der wesentliche Unterschied ist die Konkurrenzsituation auf den Märkten. Blumengroßmärkte bieten in der Regel in jedem Sortiment mehrere Anbieter, die konkurrieren, während Abholmärkte meist nur einen Anbieter je Sortimentsgruppe aufweisen. Konkurrierende Vertriebswege der Blumengroßmärkte sind zum Beispiel der Direktabsatz der Erzeuger auf Wochenmärkten, in Einzelhandelsgärtnereien oder Hofläden sowie der organisierte Handel mit großflächigen Verkaufseinrichtungen (etwa in Baumärkte integrierte Gartencenter). Die Versteigerung ist eine weitere Einrichtung zum Absatz von Erzeuger- oder Importware. Versteigerungen konkurrieren mit Blumengroßmärkten sowohl auf der Anliefer- als auch auf der Abnehmerseite. Versteigerungen gibt es in den Niederlanden, in Deutschland und auch in Japan.
In den Jahren um die Jahrtausendwende hat die Zahl der Blumengroßmärkte in der alten EU abgenommen, sie sind von Vertriebsorganisationen übernommen worden oder ihnen gewichen. In Osteuropa sind hingegen neue Blumengroßmärkte gegründet worden.

## Rechtliche Grundlage
In Deutschland regelt die Gewerbeordnung (Deutschland) Großmärkte. Zum Recht auf Teilnahme siehe § 70 GewO.